# 中部国際自動車大学校
専門学校中部国際自動車大学校（せんもんがっこうちゅうぶこくさいじどうしゃだいがっこう）とは、岐阜県土岐市にある専門学校。国土交通大臣指定自動車整備士養成校。

設置者は、学校法人土岐学園。

## 設置学科
- 専門課程 自動車整備科 2級整備士コース（2年制）
- 専門課程 自動車整備科 1級整備士コース（4年制）
- 高等課程 自動車科（3年制・中卒者対象）- 科学技術学園高等学校通信制課程を併修

## 所在地
- 岐阜県土岐市肥田浅野朝日町2-7

## 沿革
- 1964年　学校法人及び土岐自動車高等整備学校設置認可
- 1969年　校名を土岐自動車工学専門学校に変更
- 2005年　現校名に変更
- 2019年　自動車販売会社ネクステージと業務提携
- 2024年　専修学校から専門学校に変更